# یواس‌اس هاپکینز (دی‌دی-۲۴۹)
یواس‌اس هاپکینز (دی‌دی-۲۴۹) (به انگلیسی: USS Hopkins (DD-249)) یک کشتی بود که طول آن ۹۵٫۸۳ متر (۳۱۴٫۴ فوت) بود. این کشتی در سال ۱۹۲۰ ساخته شد.